# لي يونكي
لي يونكي (بالصينية: 李运秋) (3 أكتوبر 1990 بشانغهاي في الصين - ) هو لاعب كرة قدم صيني في مركز الدفاع. لعب مع شانغهاي غرينلاند شينهوا ونادي بكين سينوبو غوان ونادي مجموعة شانغهاي الدولية للموانئ.

## وصلات خارجية
- لي يونكي على موقع قاعدة بيانات كرة القدم.إي يو (الإنجليزية)
- لي يونكي على موقع Soccerway.com (الإنجليزية)
- لي يونكي على موقع اللجنة الأولمبية الصينية (الإنجليزية)